# Ramon Puigdelloses Sastre
Ramon Puigdelloses Sastre (Castellar del Vallès, 17 de març de 1920 - Gusen (Àustria), 6 de desembre de 1941) fou el pres número 13.080 del camp de concentració de Mauthausen.

## Biografia
Impressor de professió i militant de la UGT, ingressà a l'exèrcit republicà per lleva. Perduda la guerra civil espanyola decidí incorporar-se a l'exèrcit francès i a principi de la II Guerra Mundial fou capturat per la Wehrmacht i internat a l'stalag XII-B a Mainz. El 24 de maig de 1941 arribà a Mauthausen, i posteriorment fou traslladat a Gusen on fou rebatejat amb el número 13.803, on morí durant el cru desembre de 1941 després de trenta dies d'internament al camp. Algunes hipòtesis apunten que Puigdelloses, es deixés influir pels rumors de la bonança del camp de concentració de Gusen i marxés voluntàriament, tot i que altres apunten que fou el seu estat de salut el que l'enviés a Gusen.